# Jan de Bruine
Jan de Bruine (Winschoten, 7 de fevereiro de 1907 - 4 de abril de 1983) foi um ginete holandês, especialista em saltos, medalhista olímpico.

## Carreira
Jan de Bruine representou seu país nos Jogos Olímpicos de Verão de 1936 e 1948, na qual conquistou a medalha de prata nos saltos por equipes. Em 1948 ele foi eliminado, ficando sem resultados.